# Maria, Königin des Friedens (München)

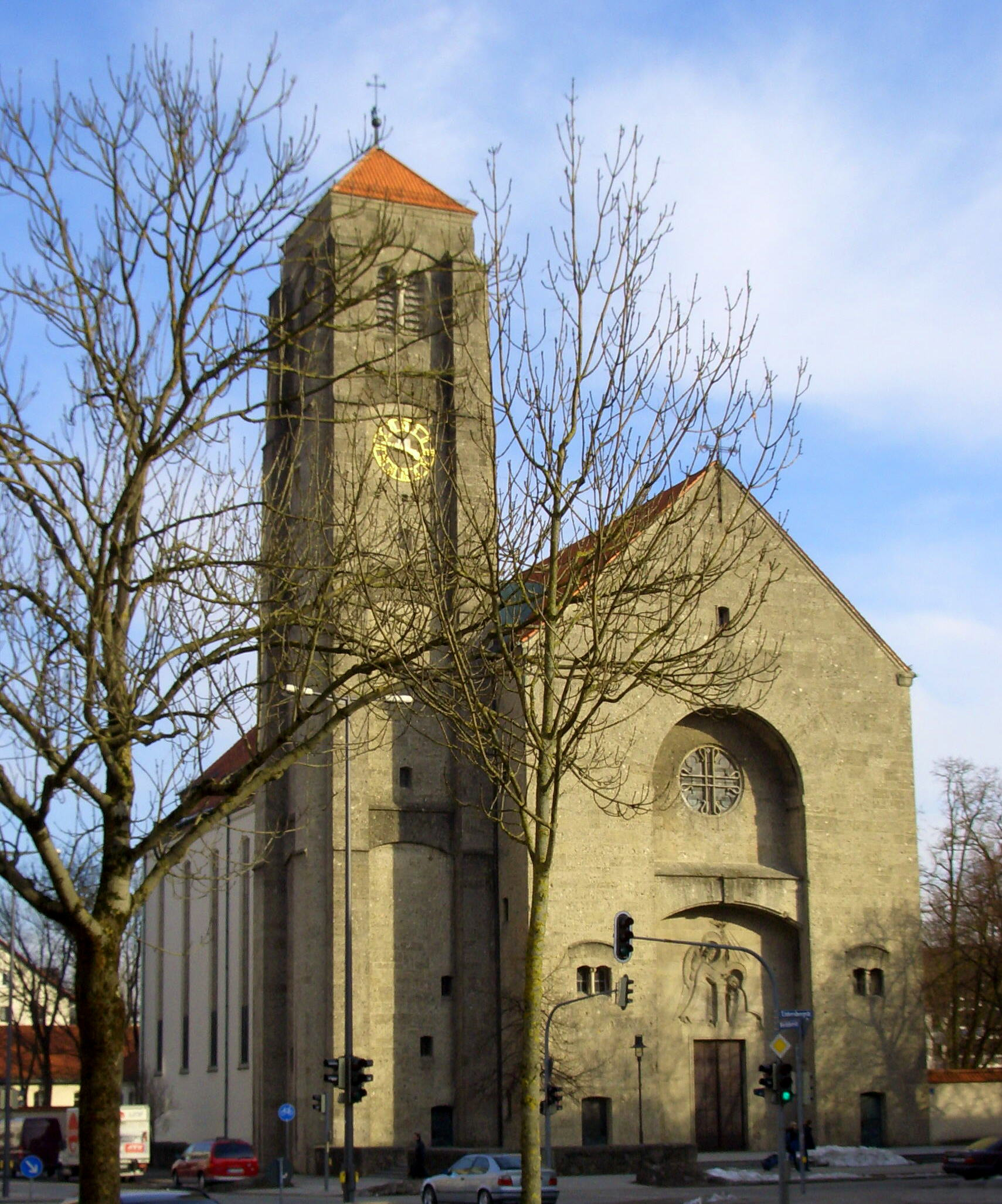
Ansicht von Westen

Maria Königin des Friedens ist eine katholische Pfarrkirche in München. Sie steht im Stadtteil Obergiesing nahe dem Ostfriedhof, Ecke Werinherstraße / Untersbergstraße.

## Geschichte
Die Gemeinde wurde 1935 zunächst als Kuratie von Heilig-Kreuz gegründet. Der Kirchenbau wurde 1935 begonnen und am 24. Oktober 1937 vom Münchner Erzbischof Kardinal Michael von Faulhaber geweiht. Ursprünglich sollte der heilige Thomas Morus Namenspatron sein, der Heinrich VIII. von England aus religiösen Gründen die Gefolgschaft verweigert hatte. Kardinal Faulhaber verwarf diesen Plan, um nicht in Konflikt mit den nationalsozialistischen Machthabern zu geraten. 1941 wurde Maria Königin des Friedens selbständige Pfarrei.
Nach schweren Beschädigungen im Zweiten Weltkrieg wurde die Kirche 1946 und 1947 wieder aufgebaut, erneut unter Leitung Vorhoelzers. Eine Umgestaltung des Chorraumes durch Christine Stadler 1968 war aufgrund der Liturgiereform des Zweiten Vatikanischen Konzils notwendig geworden; damit der Pfarrer die Messe der Gemeinde zugewendet feiern konnte, wurde der alte Altar durch einen neuen ersetzt. Nach einem erneuten Umbau 1987 entsprechen Altar und Chorraumgestaltung heute wieder dem ursprünglichen Stil.

## Gebäude
Robert Vorhoelzer entwarf zuerst im Frühjahr 1935 eine Kirche im Stil des Neuen Bauens, die aber unter den Nationalsozialisten nicht durchsetzbar war.
Ein zweiter Entwurf zeigte einen gemäßigt modernen Kirchenbau mit neoromanischen Formelementen, der 1936/1937 erbaut und nach schweren Kriegsschäden 1946/47 wieder aufgebaut wurde; die Kirche steht unter Denkmalschutz.
Das Kirchenschiff mit schmalen hohen Fenstern ist 66 Meter lang, 23 Meter breit, 28 Meter hoch; der nördlich anschließende Kirchturm misst 43 Meter. Der Turm und die Eingangsfassade sind mit Nagelfluh verkleidet, das restliche Kirchenschiff hell verputzt. Das Satteldach wird getragen von 14 Wandpfeilern im Innenraum; dieser ist mit einer flachen Holzbalkendecke versehen.
Bei 700 Sitzplätzen bietet die Kirche Platz für insgesamt rund 2000 Menschen.
Für den Neubau der Stadtpfarrkirche St. Josef in Dingolfing (Ausführung: 1954–1957) griff Vorhoelzer die Grundmotive der Kirche Maria Königin des Friedens wieder auf.

## Ausstattung
Über dem Eingangsportal befindet sich ein Relief von Karl Knappe. Das große Fresko im Chor stellt in seinem Hauptteil die Muttergottes mit dem Kinde dar, begleitet durch zwei Engel. Vor Maria kniet Papst Benedikt XV., er hatte während des Ersten Weltkriegs die Anrufung Marias „Du Königin des Friedens!“ in die Lauretanische Litanei aufgenommen. Zwei kleinere Teile des Freskos thematisieren die Einweihung der Kirche sowie Krieg und Tod. Die beiden am unteren Bildrand positionierten Texte lauten:

„Gib Frieden Herr in unsern Tagen, denn es ist kein anderer, der für uns streitet, als Du unser Gott.“

und

„Maria, hilf der Christenheit, zeig´ Deine Hilf´ uns allezeit. Mit Deiner Gnade bei uns bleib. Bewahre uns an Seel´ und Leib. Patronin voller Güte, uns alle Zeit behüte.“

Während sich die erste Textpassage auf die gregorianische Antiphon Da pacem, Domine, in diebus nostris aus dem 9. Jahrhundert bezieht, zitiert der zweite Text das verbreitete Marienlied „Maria, breit den Mantel aus“. Das Chorfresko stammt – ebenso wie die Bilder der Seitenaltäre und die Kreuzwegbilder – von Albert Burkart.

## Orgeln

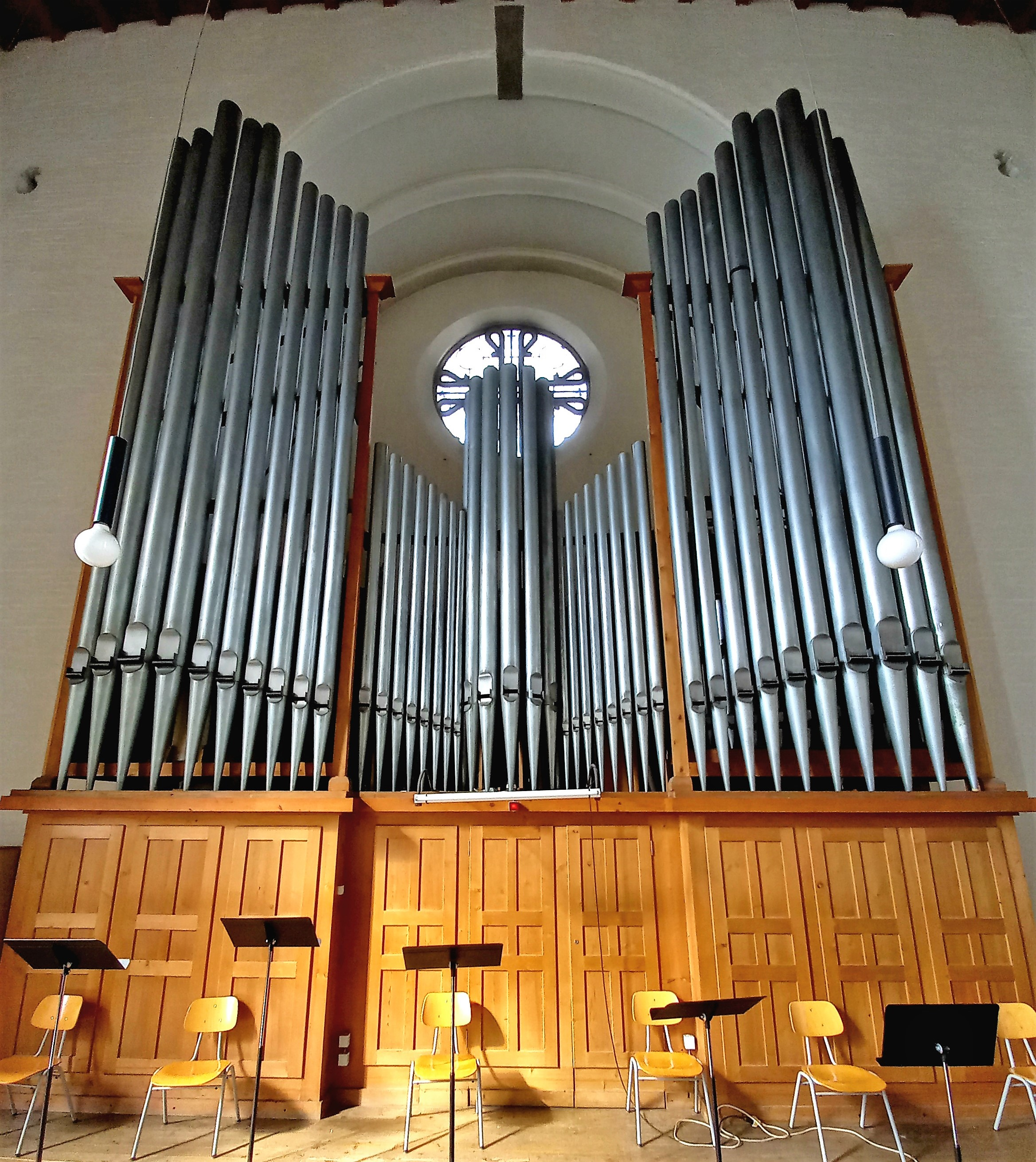
Hauptorgel (Zeilhuber)

Die Pfarrkirche Maria Königin des Friedens besitzt insgesamt drei Orgeln: die Hauptorgel, die Chororgel und ein Zeilhuber-Positiv aus dem Jahr 1971 mit sechs Registern in der Werktagskapelle.

### Hauptorgel (Zeilhuber, 1948)
Die Hauptorgel auf der Westempore stammt aus dem Jahr 1948 und wurde von der Firma Zeilhuber aus Altstädten gebaut. Von den ursprünglich geplanten 54 Registern wurden nur 37 als Teilausbau realisiert. Während das Haupt- und Positivwerk komplett eingebaut sind, wurden im geräumigen Schwellkasten nur eine von zwei Windladen realisiert, sowie einige Pedalregister nicht eingebaut. Das Instrument weist einige Besonderheiten auf, so wurde zahlreiches älteres Pfeifenmaterial wiederverwendet. Zudem verfügt es im Hauptwerk über einen vollständigen Zungenchor aus den Registern Trombone 16', dem gedeckten Horn 8’ und Trompete 4', sowie über zwei labiale offene 16’-Register im Pedal. Im Untergehäuse ist ein zweimanualiger pneumatischer Notspieltisch vorhanden, von dem aus ein Teil des Haupt- und Positivwerkes sowie des Pedals angesteuert werden kann. 1995 fand ein geringfügiger Umbau und eine Ergänzung mit Registern durch die Firma Münchner Orgelbau Johannes Führer statt. Das Instrument ist ein bedeutendes Denkmal des Orgelbaus aus der Zeit unmittelbar nach dem Krieg und wurde zeitweise durch die Chororgel abgelöst.
| I Hauptwerk C–g3 |                   |       |
| 1.               | Pommer            | 16′   |
| 2.               | Prinzipal         | 8′    |
| 3.               | Hohlflöte         | 8′    |
| 4.               | Violflöte         | 8′    |
| 5.               | Oktave            | 4′    |
| 6.               | Schweizerpfeife 0 | 4′    |
| 7.               | Nasat             | 2 ⁄3′ |
| 8.               | Oktave            | 2′    |
| 9.               | Mixtur major V    | 2′    |
| 10.              | Mixtur minor III  | 1 ⁄3′ |
| 11.              | Trombone          | 16′   |
| 12.              | Horn              | 8′    |
| 13.              | Trompete          | 4′    |

| II Positiv C–g3 |                  |       |
| 14.             | Gedackt          | 8′    |
| 15.             | Quintade         | 8′    |
| 16.             | Prästant         | 4′    |
| 17.             | Metallflöte      | 4′    |
| 18.             | Rohrflöte        | 4′    |
| 19.             | Waldflöte        | 2′    |
| 20.             | Quinte           | 1 ⁄3′ |
| 21.             | Sesquialter II 0 | 2 ⁄3′ |
| 22.             | Zimbel III       | 1⁄2′  |
| 23.             | Krummhorn        | 8′    |
|                 | Tremolo          |       |

| III Schwellwerk C–g3 |                |    |
| 24.                  | Bourdon        | 8′ |
| 25.                  | Weidenpfeife 0 | 8′ |
| 26.                  | Nachthorn      | 4′ |
| 27.                  | Spitzoktave    | 2′ |
| 28.                  | Scharff IV 0   | 1′ |
| 29.                  | Trompete       | 8′ |
| 30.                  | Hautbois       | 8′ |

| Pedal C–f1 |               |     |
| 31.        | Prinzipalbass | 16′ |
| 32.        | Contrabass    | 16′ |
| 33.        | Subbass       | 16′ |
| 34.        | Octavbass     | 8′  |
| 35.        | Gedacktbass 0 | 8′  |
| 36.        | Choralflöte   | 4′  |
| 37.        | Posaune       | 16′ |

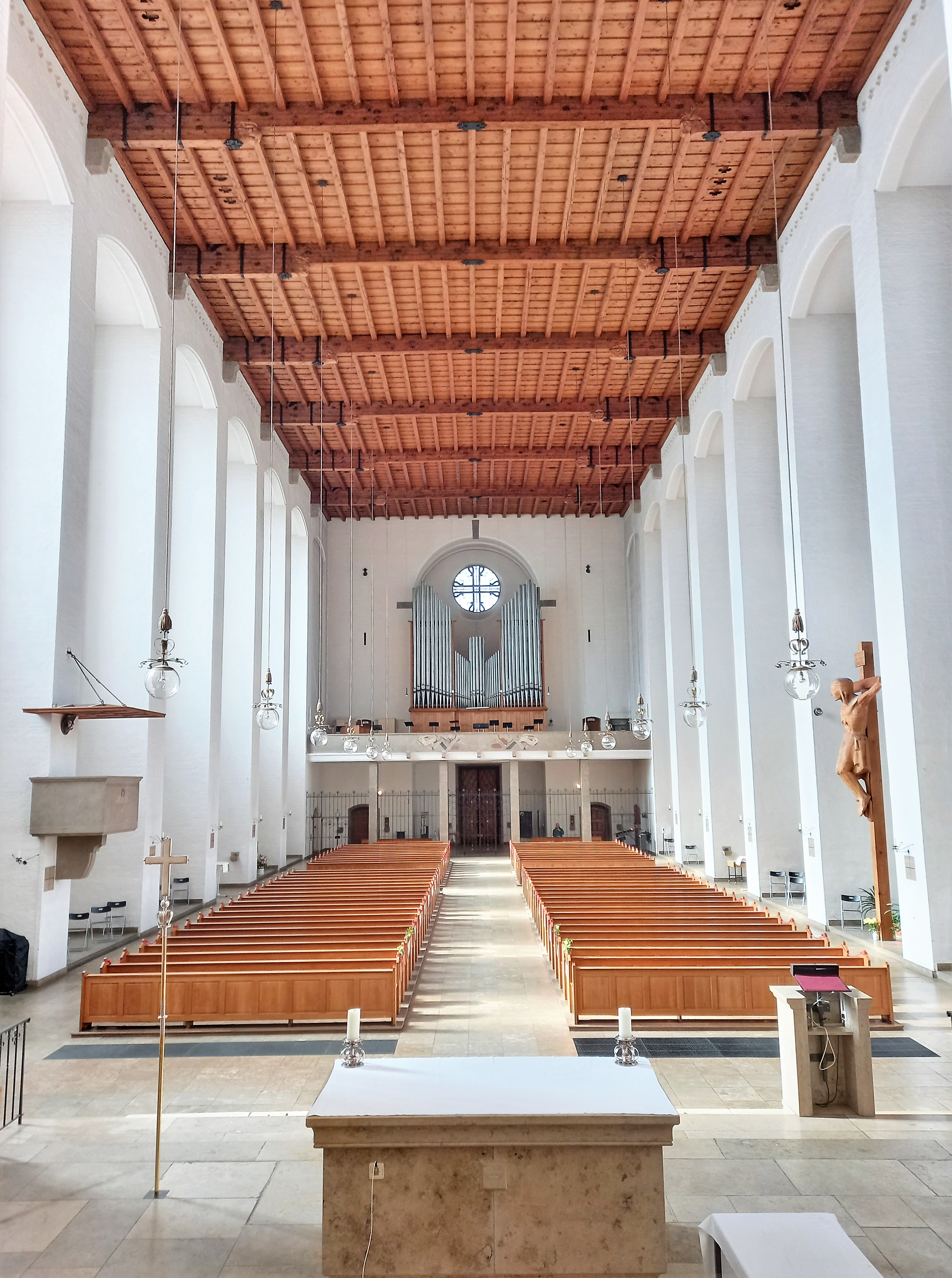
Blick zur Hauptorgel

- Koppeln: II/I, III/I, III/II, I/P, II/P, III/P
- Spielhilfen: 2 freie Kombinationen, fest eingestelltes Pianopedal für II und III (Umschaltung nur manuell), Tutti, Crescendowalze, Handregister zur Walze, Zungeneinzelabsteller

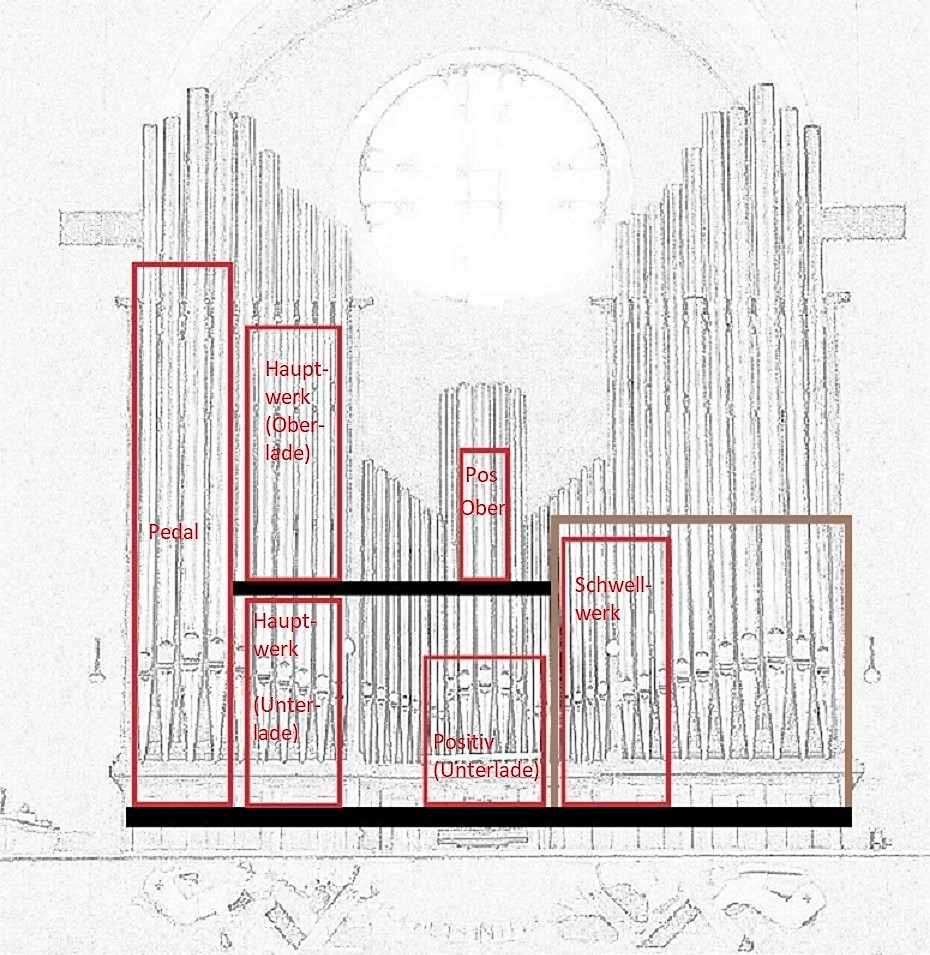
Schematische Skizze zur Aufstellung der Teilwerke
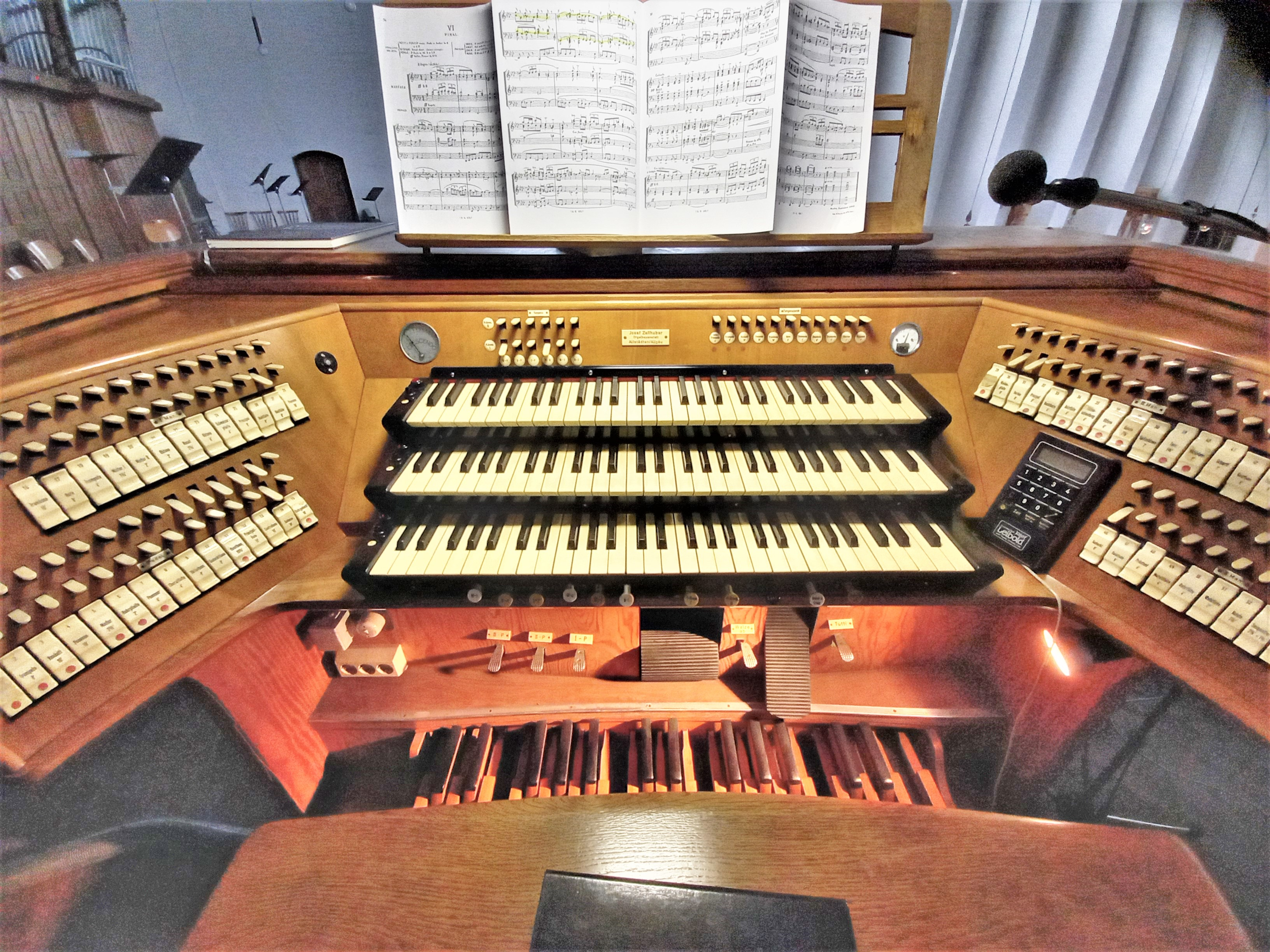
Spieltisch der Hauptorgel
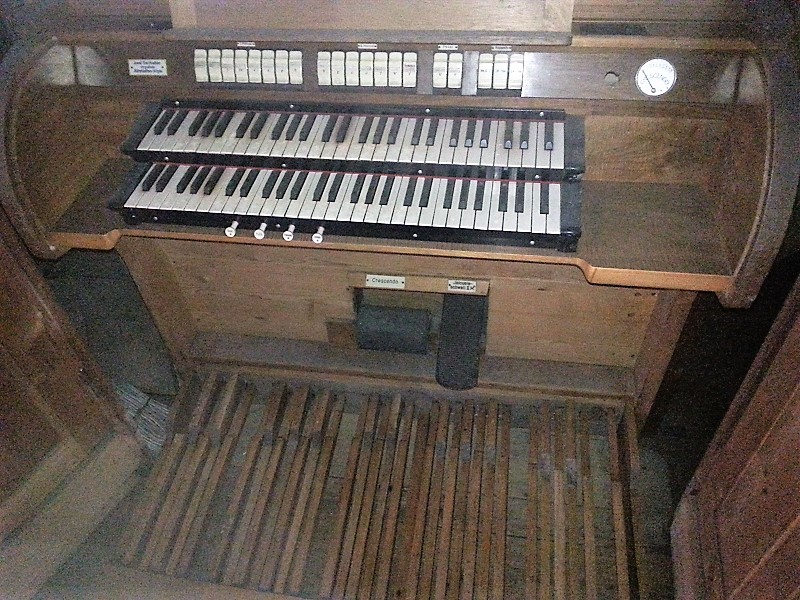
Pneumatischer Notspieltisch

### Chororgel (Klais 1989)

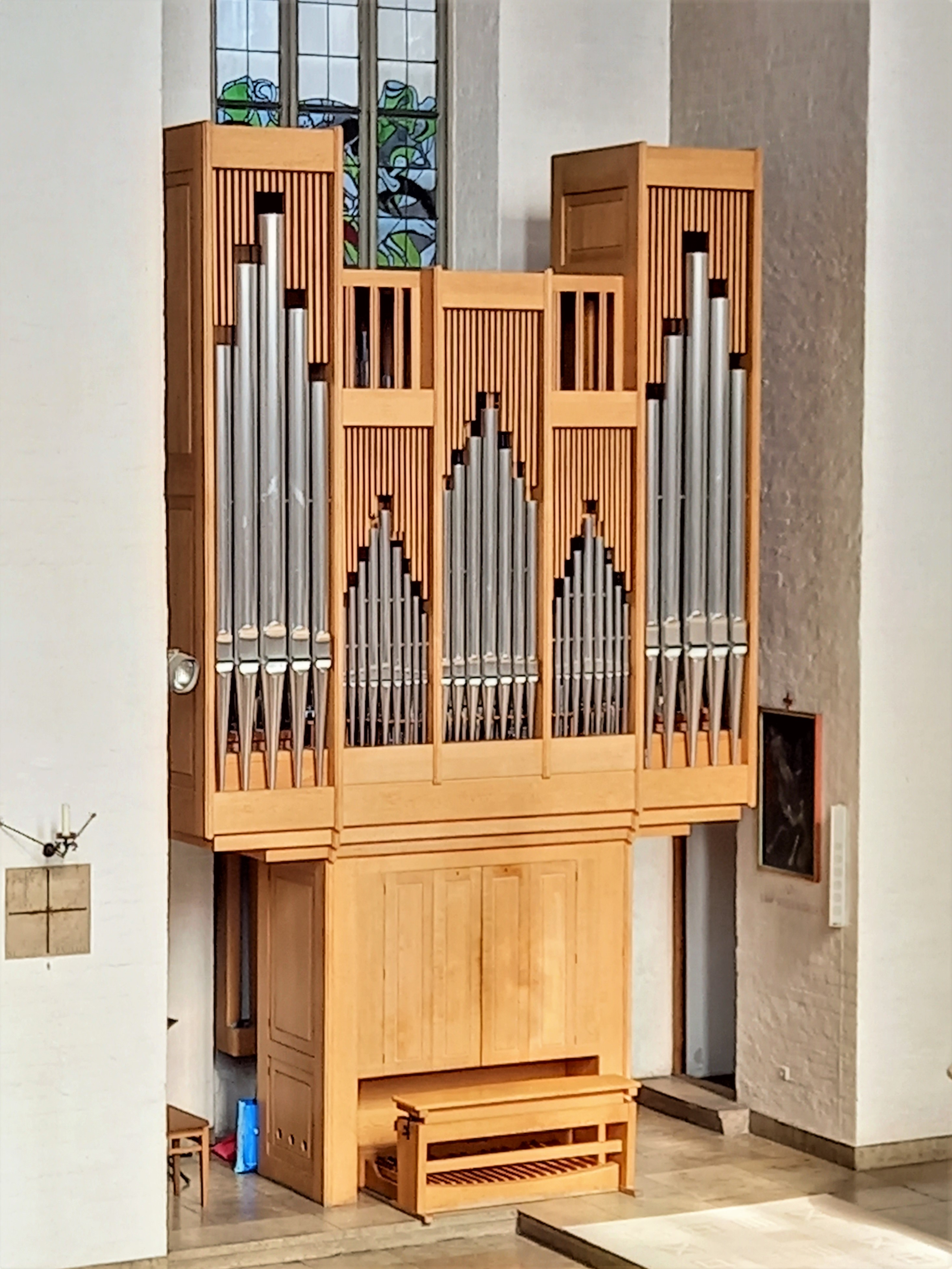
Chororgel (Klais)

Die Chororgel wurde 1989 durch die Bonner Orgelbaufirma Klais errichtet und besitzt 16 Register. Aus der Sicht des 1989 zur Weihe herausgegebenen Faltblattes sollte die kleine Chororgel die Aufgaben der Hauptorgel übernehmen, die in diesem Blatt unzutreffenderweise als „Orgeltorso“ bezeichnet wird. Tatsächlich wurden nachweislich über einen längeren Zeitraum die Gottesdienste nahezu ausschließlich auf der Chororgel begleitet.
| I Hauptwerk C–g3 |            |       |
| 1.               | Principal  | 8′    |
| 2.               | Gedackt    | 8′    |
| 3.               | Octave     | 4′    |
| 4.               | Gemshorn 0 | 4′    |
| 5.               | Principal  | 2′    |
| 6.               | Mixtur IV  | 1 ⁄3′ |

| II Schwellpositiv C–g3 |              |        |
| 7.                     | Rohrflöte    | 8′     |
| 8.                     | Flötgedackt  | 4′     |
| 9.                     | Nasard       | 2 ⁄3′  |
| 10.                    | Traversflöte | 2′     |
| 11.                    | Terz         | 1 3⁄5′ |
| 12.                    | Octave       | 1′     |
| 13.                    | Oboe         | 8′     |
|                        | Tremulant    |        |

| Pedal C–f1 |            |     |
| 14.        | Subbaß     | 16′ |
| 15.        | Gedackt    | 8′  |
| 16.        | Trompete 0 | 8′  |

- Koppeln: II/I, I/P, II/P

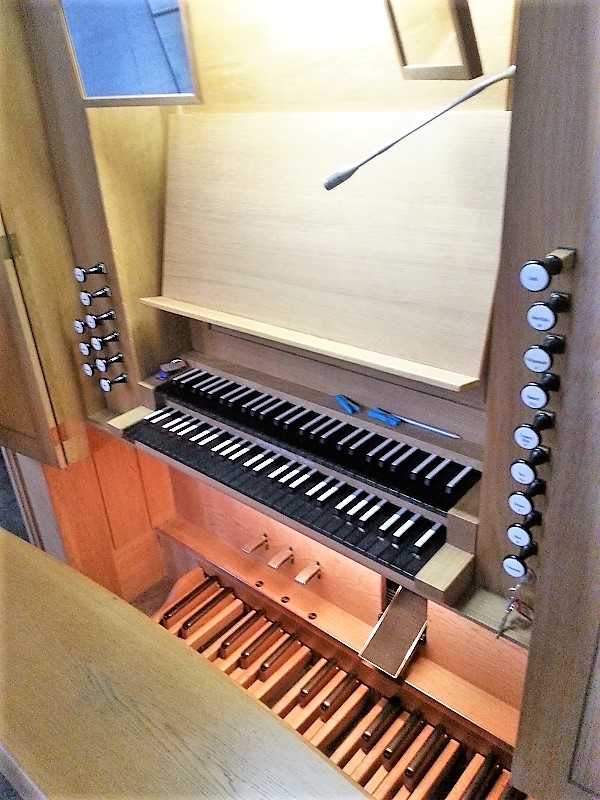
Spieltisch der Chororgel

## Glocken
In der Glockenstube des mit einem flachen Pyramidendach bedeckten Turms hängen vier Glocken, von denen drei Stahlglocken mit den Schlagtönen c1, es1, f1 1952 in der Gießerei Bochumer Verein gegossen wurden. Die kleinste Glocke mit dem Schlagtin g1 ist eine Bronzeglocke und stammt noch vom ersten Geläute.

## Pfarrer
- 1937–1966: Alfons Beer (bis 1941 als Kurat)
- 1966–1973: Hans Hillreiner
- 1973–1979: Walter Flemisch
- 1979–1993: Manfred Reupold
- 1993–1994: Hermann Bauernschmid (als Pfarradministrator)
- 1994–1997: Czesław Budek OFMConv
- 1997–2003: Ryszard Stefaniuk OFMConv
- 2003–2011: Wiesław Chabros OFMConv
- 2011–2012: Jarosław Kaczmarek OFMConv
- seit 2012: Msgr. Engelbert Dirnberger (Leiter des Pfarrverbandes Obergiesing)

## Einzelbelege
1. ↑  KulturGeschichtsPfad 17 – Obergiesing-Fasangarten. (PDF) Abgerufen am 20. Juni 2023.
2. ↑  Königin des Friedens. (PDF) Abgerufen am 20. Juni 2023.
3. ↑  München/Obergiesing, Maria Königin des Friedens (Hauptorgel) – Organ index, die freie Orgeldatenbank. Abgerufen am 20. Juni 2023.
4. ↑  München/Obergiesing, Maria Königin des Friedens (Chororgel) – Organ index, die freie Orgeldatenbank. Abgerufen am 20. Juni 2023.
5. ↑  Bistumsglocke: Vollgeläut zum Sonntageinläuten auf YouTube, abgerufen am 10. Dezember 2021.

Koordinaten: 48° 6′ 54″ N, 11° 35′ 21″ O